# 霍氏野鯪
霍氏野鯪，為輻鰭魚綱鯉形目鯉科野鯪屬的其中一個種。該物種主要分布於非洲青尼罗河和白尼罗河流域，體長可達57公分。

## 扩展阅读
維基物種上的相關：霍氏野鯪